# Golovinomyces orontii

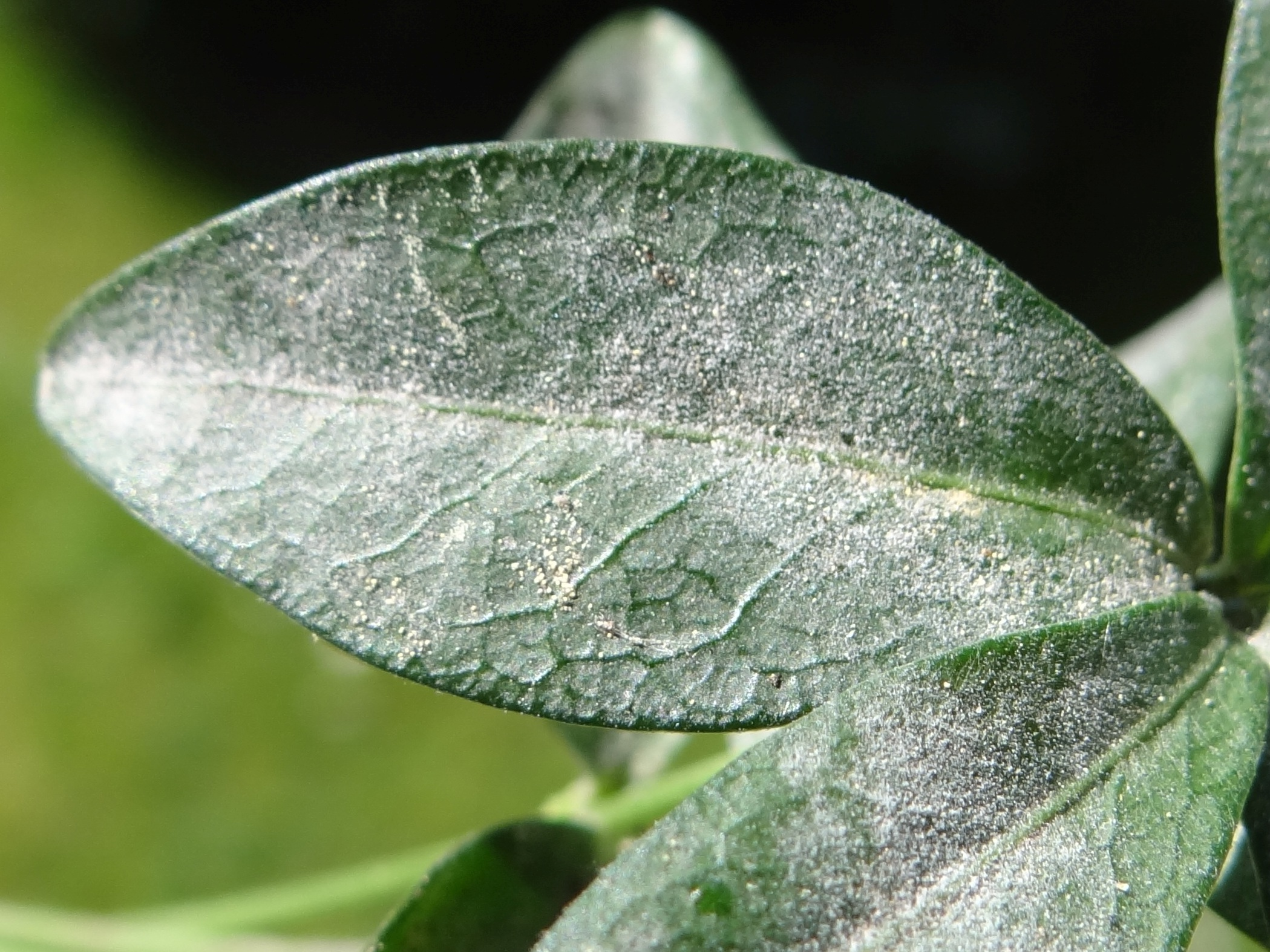
Plecha G. orontii na liściu barwinka pospolitego

Golovinomyces orontii (Castagne) V.P. Heluta – gatunek  grzybów należący do rodziny mączniakowatych (Erysiphaceae). Wraz z Podosphaera fusca wywołuje u roślin chorobę o nazwie mączniak prawdziwy dyniowatych.

## Systematyka i nazewnictwo
Pozycja w klasyfikacji według Index Fungorum: Colovinomyces, Erysiphaceae, Erysiphales, Leotiomycetidae, Leotiomycetes, Pezizomycotina, Ascomycota, Fungi. 
Po raz pierwszy takson ten zdiagnozował w 1851 roku Jean Louis Martin Castagne nadając mu nazwę Erysiphe orontii. Obecną, uznaną przez Index Fungorum nazwę nadał mu w 1988 roku V.P. Heluta, przenosząc go do rodzaju Golovinomyces. 
Synonimy nazwy naukowej:

- Acrosporium lini (Škorič) Subram. 1971)
- Erysiphe cichoracearum f. actinostemonis Jacz. 1927
- Erysiphe cichoracearum f. apocyni Jacz. 1927
- Erysiphe cichoracearum f. asclepiadis Jacz. 1927
- Erysiphe cichoracearum f. campanulae Jacz. 1927
- Erysiphe cichoracearum f. fumariae Annal. 1960
- Erysiphe cichoracearum f. scrophulariae Koshk. 1961
- Erysiphe orontii Castagne 1851
- Erysiphe orontii Castagne 1851 var. orontii
- Erysiphe orontii var. Papaveris Y.S. Paul & V.K. Thakur 2006
- Erysiphe polyphaga Hammarl. 1945
- Erysiphe tabaci Sawada 1928
- Euoidium lini (Bondartsev) Y.S. Paul & J.N. Kapoor 1987
- Oidium begoniae Puttemans 1911
- Oidium lini Škorič 1926
- Oidium lini Bondartsev 1913

## Morfologia
Grzyb mikroskopijny. Grzybnia wygląda jak biały, mączysty nalot, jest rozproszona lub tworzy skupiska.  Strzępki białe, rozgałęzione, lekko powyginane, o szerokości 5–7  μm. Konidiofory proste, lub nieco zakrzywione, cylindryczne, do kolanek mają długość 40–100 × 10–13 μm, a dalej posiadają 1-3 krótsze komórki (o długości 10–25 × 11–14 μm). Konidia w krótkich łańcuszkach. Mają elipsoidalny lub jajowaty kształt i rozmiar  25–40 x 15–23  μm. Strzępki rostkowe wyrastają z końca konidiów, czasami z ich boków, zazwyczaj są krótkie, o długości nie przekraczającej długości konidiów, często są skręcone, na końcu poszerzone, proste, wygięte lub helikoidalnie rzadko rozwidlone, Klejstotecja rozrzucone. Pojedyncze ma kształt nieregularnego wieloboku i średnicę 80–140 μm. Przyczepki wyrastają w dolnej części klejstotecjów, są podobne do strzępek, zazwyczaj proste, czasami tylko nieregularnie rozgałęzione. Mają długość 20-200% długości klejstotecjum, średnicę (3–) 5–7.5 (–10) μm. Są cienkościenne, bezbarwne lub słabo wybarwione w kolorze od żółtego do jasnobrązowego, w górnej części jaśniejsze.  Mają przegrody,  powierzchnię gładką lub szorstką, są splątane z sobą i z grzybnią.  W jednym klejstotecjum znajduje się 5–14 worków o rozmiarach 45–75 × 25–40 μm. W jednym worku powstaje zazwyczaj 2, rzadziej 4 bezbarwnych lub żółtawych askospory o elipsoidalnym lub jajowatym kształcie i rozmiarach  16–25 × 12–15 (–17) μm.

## Występowanie
Jest rozprzestrzeniony na całym świecie. W Polsce jest pospolity, w polskim piśmiennictwie naukowym pod nazwą Erysiphe orontii podano liczne jego stanowiska na wielu gatunkach roślin. 
Pasożyt obligatoryjny występujący na licznych gatunkach roślin. Stwierdzono występowanie w następujących rodzinach: Acanthaceae (Acanthus, Thunbergia), Apocynaceae (Apocynum, Vinca), Asclepiadaceae (Asclepias), Asteraceae (Aster, Chrysanthemum, Dahlia, Helianthus, Solidago), Begoniaceae (Begonia), Bignoniaceae (Incarvillea), Brassicaceae (Brassica, Camelina, Capsella, Cardamine, Erysimum, Eruca, Neslia, Raphanus), Campanulaceae (Campanula, Specularia), Cistaceae (Helianthemum), Crassulaceae (Aeonium, Bryophyllum, Cotyledon, Echeveria, Kalanchoe, Rochea, Sedum, Sempervivella, Sempervivum), Cucurbitaceae (Benincasa, Bryonia, Bryoniopsis, Cephalandra, Citrullus, Coccinea, Cucumis, Cucurbita, Cyclanthera, Ecballium, Echinocystis, Lagenaria, Luffa, Melothria, Momordica, Sechium, Sicyos, Thladiantha, Trichosanthes), Ericaceae (Calluna, Erica), Euphorbiaceae (Ricinus), Gesneriaceae (Achimenes, Saintpaulia, Sinningia, Streptocarpus), Hydrangeaceae (Hydrangea), Lamiaceae (Galeobdolon, Hyssopus), Linaceae (Linum), Malvaceae (Abelmoschus, Althaea, Hibiscus), Myrthaceae (Eucalyptus), Oxalidaceae (Oxalis), Papaveraceae (Papaver), Pedaliaceae (Sesamum), Primulaceae (Cyclamen), Scrophulariaceae (Antirrhinum, Chelone, Digitalis, Hebe, Linaria, Melampyrum, Pentslemon, Scrophularia, Veronica), Solanaceae (Cestrum, Datura, Lycopersicum, Nicotina, Petunia, Physaliastrum, Physalis, Physochlaena, Salpiglossis, Schizanthus, Scopolia, Solanum), Urticaceae (Forsskalea, Urtica), Valerianaceae (Valerianella), Verbenaceae (Verbena), Violaceae (Viola), Vitaceae (Cissus).